# Altenmarkt an der Triesting
Altenmarkt an der Triesting je městys v rakouské spolkové zemi Dolní Rakousy, v okrese Baden.
K 1. 1. 2013 zde žilo 2 154 obyvatel.

## Politika
Městská rada se skládá z 21 členů.

### Starostové
- do roku 2007 Alois Nöstler (ÖVP)
- od roku 2007 Josef Balber (ÖVP)